# Проспект Алии Молдагуловой
Проспект Алии́ Молдагу́ловой (каз. Әлия Молдағұлова даңғылы) — проспект, расположенный в центральной части города Актобе. Проспект назван в честь уроженки Хобдинского района Актюбинской области, Героя Советского Союза Алии Нурмухамбетовны Молдагуловой.
Проспект расположен перпендикулярно центральному проспекту города просп. Абилкайыр хана и простирается с северо-востока на юго-запад. К северу от проспекта расположен 5-й микрорайон, к югу — 8-й микрорайон (см. районы Актобе). Длина проспекта около 3,7 км.

## Памятники и музеи

Мемориальный комплекс А. Молдагуловой

№ 47, Актюбинский областной мемориальный музей А. Молдагуловой

Главным памятником проспекта является мемориальный памятный комплекс Алии Молдагуловой, открытый в 2005 году и занесённый в список памятников истории и культуры местного значения.
Также на проспекте расположен 19-метровый гранитный обелиск Славы павшим актюбинцам за Родину в годы Великой Отечественной войны с Вечным огнём, который изначально стоял на Октябрьском бульваре (совр. просп. Абая), но затем в 1984 году был перенесён на просп. А. Молдагуловой. На пересечении просп. А. Молдагуловой и просп. Санкибая батыра в 2014 году был установлен памятник Санкибаю батыру.
Возле остановки общественного транспорта «Алия» расположен Актюбинский областной мемориальный музей А. Молдагуловой.

## Аллеи и скверы
В 2008 году на проспекте был открыт сквер шахматистов, в центре которого расположилась большая площадка «Шахматная доска» с фигурами в метр высотой. В 2013 году на реконструкцию сквера было выделено 13,1 млн тенге бюджетных средств. Плитки «Шахматной доски» были заменены на новые из мрамора и гранита, а металлические фигуры — на стекловолоконные. Также установлены новые скамейки и навесы, уложена тротуарная плитка.
В 2010 году была открыта Аллея Героев с 48 гранитными стелами с именами 46 героев Советского Союза, родившихся в Актюбинской области (2 стелы безымянные). На территории аллеи были уложены 4 тыс. м² газона и 3 тыс. м² тротуарной плитки, было высажено 300 м² цветников.

## Учреждения
На проспекте расположены Военный институт Сил воздушной обороны им. дважды Героя Советского Союза Т. Я. Бегельдинова, АО «НК «КТЖ» Актюбинское отделение перевозок, торговый центр «Алия center», гипермаркет сети «Дина», бизнес-центр «Капитал Плаза», множество магазинов, несколько кафе и др. учреждения.

## Общественный транспорт
На проспекте расположены следующие остановки общественного транспорта (в скобках приведены названия на казахском языке; красным выделены маршруты, которые пролегают по трём остановкам на проспекте, оранжевым — по двум остановкам):
- 5-й микрорайон (каз. 5-ші мөлтек аудан) — маршруты: № 1, № 2, № 11, № 16, № 18, № 21, № 31, № 34, № 35, № 36, № 37.
- Г. Ибатова (каз. Ғ. Ибатов) — маршруты: № 3, № 4, № 6, № 11, № 21, № 22, № 31, № 34, № 35, № 36, № 37.
- Алия (каз. Әлия) — маршруты: № 3, № 4, № 21, № 22, № 25, № 31, № 37.
- Лётное училище (каз. Ұшқыштар училищесі) — маршруты: № 7 и № 25.
- Капитал Плаза (каз. Капитал Плаза) — маршруты: № 7.